# G2634/2635、G2636/2633次列车
G2634/2635、G2636/2633次列车是中国铁路运行于黑龙江省齐齐哈尔市齐齐哈尔南站至山东省菏泽市菏泽东站间的高速动车组列车，自2022年1月10日起开行，途经黑龙江省、吉林省、辽宁省、天津市、河北省、山东省五省一市，列车客运乘务由哈尔滨局集团哈尔滨客运段担当。其中齐齐哈尔南站至菏泽东站运行12小时16分，使用车次为G2634/2635次；菏泽东站至齐齐哈尔南站运行13小时2分，使用车次为G2636/2633次。

## 历史
2012年12月1日，因哈大客运专线开通，北京站新增一对往返哈尔滨西站的D29/30次列车。
2015年8月17日，因哈齐客运专线开通，北京站至哈尔滨西站的D29/30次列车延长至齐齐哈尔南站。
2021年7月11日，因“动力分散动车组和货车不可交会”的规定，北京-齐齐哈尔南D29/30次列车改为天津西站始发终到。
2022年1月10日，配合日兰高铁曲阜东至庄寨段开通，原齐齐哈尔南~天津西D30/29次列车延长至菏泽东站，同时列车等级调整为高速动车组列车，车次调整为G2634/2635、G2636/2633次。

## 使用列车
G2634/2635、G2636/2633次列车现使用配属于哈尔滨局集团哈尔滨西动车运用所的CRH380BG。